# 피에를루이지 카시라기
피에를루이지 카시라기(이탈리아어: Pierluigi Casiraghi, 1969년 3월 4일 ~ )는 공격수로 뛰었던 전직 축구 선수이다. 현역 은퇴 이후에는 축구 감독이 되었으며, 2017년 4월 17일까지 잔프랑코 졸라가 감독으로 있다가 사임한 버밍엄 시티의 어시스턴트 매니저로 있었다. 졸라가 자리에서 떠난 후인 다음 날, 카시라기도 버밍엄에서 물러났다..

## 수상

### 클럽
유벤투스.
- UEFA컵: 1989–90, 1992–93
- 코파 이탈리아: 1989–90
- 수페르코파 이탈리아나: 1990 (준우승))
- 세리에 A: 1991–92 (준우승)

라치오
- 코파 이탈리아: 1997–98

첼시
- FA컵: 1999–2000
- UEFA 슈퍼컵: 1998

몬차
- 코파 이탈리아 세리에 C: 1987–88

### 국제 대회
이탈리아
- FIFA 월드컵: 1994 (준우승)